# Persönlich (Album)
Persönlich ist das 17. Studioalbum der Gruppe Pur. Es erschien am 4. November 2022.

## Entstehung und Veröffentlichung
Das Album entstand während der COVID-19-Pandemie, wobei Hartmut Engler ein Jahr lang unter einer Schreibblockade litt, und nach Beginn des Ukraine-Kriegs.

„Ich war gerade wieder auf gutem Weg, optimistisch zu werden, als Putin in der Ukraine einfiel. Danach hatte ich es einige Wochen richtig schwer, denn wir wollten ja auf keinen Fall ein Pur-Album machen, von dem es in zehn Jahren heißt ‚Das war die Pandemie-und-Putin-Platte‘. […] es ist schon eine Verantwortung, den Leuten mit der Musik ein bisschen Hoffnung zurückzugeben. Über diesen Balanceakt habe ich mir viele Gedanken gemacht, und so entstanden Songs, in denen ich mein Hadern auch positiv rüberbringen konnte.“

Das Album spare „inhaltlich nichts der letzten Jahre aus…“, doch verarbeitete Engler, der bis auf Ist es mein Gesicht alle Texte allein schrieb, nach eigener Aussage auf Persönlich zudem „glückliche Erinnerungen, aber auch die Frage nach der eigenen Identität“.
Die Lieder Voll sein und Immun reflektieren die Pandemiezeit, während sich Verschwörer kritisch mit Querdenkern und Verschwörungstheoretikern auseinandersetzt. Verschwörer entstand in zwei Versionen, wobei die ursprüngliche „laute“ von Produzent Götz von Sydow und die „leise“ von Pur-Keyboarder Ingo Reidl stammte. Die Gesangsspur ist auf beiden Versionen identisch. Die Inspiration zu Komet (Muonionalusta) kam Engler aufgrund eines Armbands, das er zum 60. Geburtstag erhalten hatte und an dem unter anderem ein Splitter des Eisenmeteoriten Muonionalusta angebracht war. In Herzensgut erinnert Pur an den verstorbenen früheren Schlagzeuger der Band, Martin Stoeck. Am Flügel spielt dabei Dieter Falk, der ein Schwager von Stoeck war. Am Lied-Ende wurde zudem eine Schlagzeugspur Stoecks aus einem älteren Titel eingespielt. Engler verfasste als Reaktion auf den Ukraine-Krieg und als „durchaus hoffnungsfrohen Appell“ den Titel Ein gutes Morgen. Engler habe ihn jedoch erst einige Zeit nach dem Kriegsbeginn so schreiben können, „dass die Angst nicht mehr mitsingt.“ Das Lied Abrakatrina ist eine Liebeserklärung an seine langjährige Lebensgefährtin. Wir waren und wir werden ist ein Instrumentalstück, das Ingo Reidl selbst produzierte und einspielte.
Der Titel Ist es mein Gesicht, für den Heinz Rudolf Kunze den Text schrieb, wurde gemeinsam mit Cassandra Steen aufgenommen. Funkelperlenaugen, das zuerst 1988 auf dem Album Wie im Film erschien, ist eine Neuaufnahme mit der US-amerikanischen A-cappella-Gruppe Naturally 7.
Als erste Single wurde am 21. Oktober 2022 der Titel Voll sein ausgekoppelt, der sich nicht in den Charts platzieren konnte. Pur präsentierte das Lied erstmals Ende September 2022 im Rahmen des Konzerts Pur und Freunde in der Veltins-Arena in Gelsenkirchen. Das Album erschien am 4. November 2022 digital, auf CD und LP.
Nach einer Generalprobe vor 4000 Fans am 17. April in der MHP-Arena in Ludwigsburg begann die Deutschland-Tournee zum Album am 19. April 2023 in der Olympiahalle München und führte bis Mai 2023 in zehn Arenen. Als Gastmusiker traten Naturally 7 und Casandra Steen auf.

## Titelliste
1. Voll sein – 4:19
2. Laune – 3:54
3. Immun – 3:43
4. Abrakatrina – 3:40
5. Ein gutes Morgen – 3:53
6. Persönlich – 4:10
7. Verschwörer – leise – 4:11
8. Verschwörer – laut – 3:23
9. Ist es mein Gesicht – 4:20
10. Im Pool – 3:39
11. Komet (Muonionalusta) – 3:49
12. Herzlich willkommen – 3:30
13. Staub – 3:52
14. Funkelperlenaugen 2022 – 4:30
15. Herzensgut – 3:40
16. Wir waren und wir werden – 3:10

## Rezeption

### Rezensionen
Die Mitteldeutsche Zeitung befand, dass das Album in „typischem Pur-Stil“ daherkomme: „emotional, auch mal warnend, aber stets hoffnungsvoll, auf Hirn und Herz zielend, bisweilen kitschig, sicher auch nicht für jeden Geschmack, aber doch genau das, was die Fans nach der Corona-Pause von ihnen erwarten dürften“. Engler selbst konstatierte, dass das Album keines sei, von dem er „in zehn Jahren sagen werde, es sei ein schwieriges Pandemie-Putin-Album“. Die Badische Zeitung bezeichnete Persönlich als „ein zwar ernstes, aber kein deprimierendes Album“.

### Charts und Chartplatzierungen
| ChartsChartplatzierungen | Höchstplatzierung | Wochen |
| ------------------------ | ----------------- | ------ |
| Deutschland (GfK)        | 3 (26 Wo.)        | 26     |
| Schweiz (IFPI)           | 45 (2 Wo.)        | 2      |

| ChartsJahrescharts (2022) | Platzierung |
| ------------------------- | ----------- |
| Deutschland (GfK)         | 59          |

| ChartsJahrescharts (2023) | Platzierung |
| ------------------------- | ----------- |
| Deutschland (GfK)         | 85          |